# Bình Lãnh
Bình Lãnh là một xã thuộc huyện Thăng Bình, tỉnh Quảng Nam, Việt Nam.
Xã Bình Lãnh có diện tích 19,23 km², dân số năm 2019 là 5.169 người, mật độ dân số đạt 269 người/km².